# اتحاد جزر مارشال لكرة القدم
اتحاد جزر مارشال لكرة القدم هو الهيئة الإدارية لكرة القدم في جزر مارشال. جزر مارشال ليست عضوًا في هيئتها الإقليمية، اتحاد أوقيانوسيا لكرة القدم (اوفس)، أو فيفا، ولكنها تعمل على أن تصبح واحدة من الاتحادات المعترف بها. تعترف اللجنة الأولمبية الوطنية لجزر مارشال باتحاد جزر مارشال لكرة القدم.

## التاريخ
تأسس الاتحاد في عام 2020 بهدف تقديم الرياضة إلى الأمة التي لم يكن لها تاريخ في كرة القدم في السابق.في مايو 2019، بدأ البناء في ملعب ماجورو للمضمار والميدان. تم بناء الملعب في الأصل كمكان لألعاب ميكرونيزيا لعام 2023، وسيكون أيضا بمثابة موطن كرة القدم في البلاد.
في ديسمبر 2022، اعلانت عن أن ميسف قد عينت أول مدير فني لها على الإطلاق، المدرب البريطاني المرخص من الاتحاد الأوروبي لكرة القدم لويد أورز. سيكون أورز مسؤولا عن إنشاء هيكل كرة القدم للأمة، بما في ذلك برامج تطوير المدارس والشباب حتى الفريق الوطني.
في يناير 2023، أطلق الاتحاد حملة جو فاند مي. ستُستخدم الأموال المجمعة لشراء المعدات للبدء في تنمية الرياضة في البلاد. كجزء من الحملة، أعلن أيضًا عن أنه من المقرر بدء الدوري الوطني في عام 2023 مع لعب الفريق الوطني مباراة بحلول عام 2024.

## مسابقات
عقدت المنظمة لأول مرة دوري جزر مارشال لكرة الصالات، بداء من عام 2023. كما ينظمون كأس راتاك، لأول مره في عام 2024.